# Arvid Lagesson Posse
Arvid Lagesson Posse, död 1630, var en svensk hovjunkare.

## Biografi
Arvid Lagesson Posse var son till Lage Axelsson Posse och Anna Arvidsdotter Trolle. Han var hovjunkare hos kung Johan III. Posse var även en bland riksrådens domare vid Linköpings blodbad i mars 1600.

### Egendom
Posse ägde Ängsö slott i Ängsö socken, Stäringe i Årdala socken och Vänersnäs i Näs socken.

### Familj
Posse gifte sig 29 januari 1598 på Fållnäs i Sorunda socken med Brita Gustafsdotter (Bååt), dotter av riksrådet Gustaf Björnsson (Bååt) och Görvel Gyllenhorn. De fick tillsammans barnen Elsa Posse som var gift med presidenten Peder Eriksson Sparre, överhovmästarinnan Görvel Posse (1600–1671) som var gift med rikskammarrådet Carl Eriksson Sparre och guvernören Johan Pontusson De la Gardie och rikspostmästaren Wilhelm Berndtsson Taube af Karlö, Gustaf Posse (1601–före 1624), hovmästarinnan Christina Posse (1602–1666) som var gift med översten Fritz Petrovitj Rosladin och landshövdingen Ivar Nilsson (Natt och Dag), Anna Posse som var gift med ståthållaren Lars Skytte af Sätra, Lage Posse (död före 1624), Catharina Posse (död 1673) som var gift med kammarherren Johan Gyllenstierna af Lundholm och Hillevi Posse (död 1629) som var gift med översten Hans Hansson Wrangel.